# 1988 Голяма награда на Германия
1988 Голяма награда на Германия е 36-о за Голямата награда на Германия и девети кръг от сезон 1988 във Формула 1, провежда се на 24 юли 1988 година на пистата Хокенхаймринг близо до град Хокенхайм, Германия.

## Репортаж
С първата част на сезона преустановена Андреа де Чезарис и неговия Риал отбор успяха да минат през пре-квалификация без дори да участват в нея след 4-та позиция в Детройт. Никола Ларини и неговия Осела трябваше да се борят в преквалификациите. Макар тяхното изпадане Ларини успя да се класира на 18-а позиция около 7.5 секунди от пол-позицията.
Аертон Сена за седми път е на пол-позиция, следван от Ален Прост, формирайки още една отборна формация на първата редица за Макларън, Герхард Бергер, който е на секунда и половина от пол-ситера. Всъщност австриеца можеше да постигне и по-добър резултат ако не е инцидента в който той, Еди Чийвър и Оскар Лараури бяха въвлечени. При опита си на задмине и двамата, Чийвър реши да мине пред Лараури, неусещайки че е на траекторията на Бергер. Така пилота на Ферари изгуби контрол върху болида, завъртейки се без да удари нито предпазните огради нито прииждашщите пилоти. Той по-късно обясни че това е едно от най-сериозните инциденти през целия си живот. След Бергер са Микеле Алборето (формирайки още една отборна формация на втора редица), Нелсън Пикет, Алесандро Нанини, Иван Капели, Сатору Накаджима, Тиери Бутсен и Маурисио Гужелмин.
По време на състезанието никой не знаеше дали трасето ще си остане мокро или сухо. Никола Ларини имаше проблем със своята Осела по време на загрявачната обиколка и влезе в бокса, като стартира състезанието оттам. Сена направи добър старт и излезе първи към подхода на първия завой следван от Бергер и Нанини, които изпревариха Прост. Пикет който залагаше трасето да изсъхне със сухи гуми, иронично е първия отпаднал след като се завъртя на Осткърв. След края на втората обиколка класирането бе: Сена, Бергер, Нанини, Прост, Алборето, Капели, Бутсен, Найджъл Менсъл (стартирайки 11-и), Дерек Уорик (стартирайки 12-и), Рикардо Патрезе, Накаджима и Чийвър. Малко по-късно Прост изпревари Нанини и Бергер, за да си върне втората позиция. Филип Алио реши да пробва стратегията на Пикет, като спря в бокса за смяна от мокри на сухи гуми. Както случаят с Пикет, това сполетява и французина, като отпадна в 9-а обиколка завъртейки се на същото място, където Пикет имаше инцидент в началото на състезанието. Алекс Кафи спука задна дясна гума на своята Далара по време на 16-а обиколка. В същата обиколка Менсъл загуби контрола на своя Уилямс в секцията около стадиона, макар че имаше проблем със своя болид преди това. На същото място малко по-късно Андреа де Чезарис завъртя своя Риал, връщейки се на трасето. Ален Прост започна на предследва съотборника си Аертон Сена до края на състезанието намалявайки разликата на всяка обиколка. При опита си да затвори с обиколка пилота на Закспийд, Бернд Шнайдер, Герхард Бергер стъпи дясната част от Ферари-то в тревата, но успявайки с маневрата. Прост завъртя Макларън-а си след преминаването на Осткърв но връщайки се на състезанието. Уилямс преустановиха участието си след като Патрезе заби предницата в предпазните гуми на стадиона. Макар завъртането на Прост да му коства време, той продължи да намалява преднината на Сена. Бергер продължи да е трети, но Алборето мина пред Нанини за четвърта позиция. Алесандро завърши 18-и след проблеми с неговия Бенетон. Това даде шанс на Капели и Бутсен да минат напред като позициите не са променени до края на състезанието. С още една двойна победа Макларън със сигурност печелят титлата при конструкторите докато при пилотите битката е вече между Сена и Прост.

## Класиране
| Поз  | No | Пилот              | Конструктор    | Обиколки | Време/Отпадане | Място | Точки |
| ---- | -- | ------------------ | -------------- | -------- | -------------- | ----- | ----- |
| 1    | 12 | Айртон Сена        | Макларън-Хонда | 44       | 1:32:54.188    | 1     | 9     |
| 2    | 11 | Ален Прост         | Макларън-Хонда | 44       | + 13.609       | 2     | 6     |
| 3    | 28 | Герхард Бергер     | Ферари         | 44       | + 52.095       | 3     | 4     |
| 4    | 27 | Микеле Алборето    | Ферари         | 44       | + 1:40.912     | 4     | 3     |
| 5    | 16 | Иван Капели        | Марч-Джъд      | 44       | + 1:49.606     | 7     | 2     |
| 6    | 20 | Тиери Бутсен       | Бенетон-Форд   | 43       | + 1 Об.        | 9     | 1     |
| 7    | 17 | Дерек Уорик        | Ероуз-Мегатрон | 43       | + 1 Об.        | 12    |       |
| 8    | 15 | Маурисио Гужелмин  | Марч-Джъд      | 43       | + 1 Об.        | 10    |       |
| 9    | 2  | Сатору Накаджима   | Лотус-Хонда    | 43       | + 1 Об.        | 8     |       |
| 10   | 18 | Еди Чийвър         | Ероуз-Мегатрон | 43       | + 1 Об.        | 15    |       |
| 11   | 3  | Джонатан Палмър    | Тирел-Форд     | 43       | + 1 Об.        | 24    |       |
| 12   | 10 | Бернд Шнайдер      | Закспийд       | 43       | + 1 Об.        | 22    |       |
| 13   | 22 | Андреа де Чезарис  | Риал-Форд      | 42       | + 2 Об.        | 14    |       |
| 14   | 9  | Пиеркарло Гинзани  | Закспийд       | 42       | + 2 Об.        | 23    |       |
| 15   | 36 | Алекс Кафи         | Далара-Форд    | 42       | + 2 Об.        | 19    |       |
| 16   | 32 | Оскар Лараури      | Еуро Брун-Форд | 42       | + 2 Об.        | 26    |       |
| 17   | 25 | Рене Арну          | Лижие-Джъд     | 41       | + 3 Об.        | 17    |       |
| 18   | 19 | Алесандро Нанини   | Бенетон-Форд   | 40       | + 4 Об.        | 6     |       |
| 19   | 29 | Яник Далмас        | Ларус-Форд     | 39       | Съеденител     | 21    |       |
| Отп  | 14 | Филип Стрейф       | АГС-Форд       | 38       | Газ            | 16    |       |
| Отп  | 6  | Рикардо Патрезе    | Уилямс-Джъд    | 34       | Завъртане      | 13    |       |
| Отп  | 21 | Никола Ларини      | Осела          | 27       | Двигател       | 18    |       |
| Отп  | 5  | Найджъл Менсъл     | Уилямс-Джъд    | 16       | Завъртане      | 11    |       |
| Отп  | 33 | Стефано Модена     | Еуро Брун-Форд | 15       | Двигател       | 25    |       |
| Отп  | 30 | Филип Алио         | Ларус-Форд     | 8        | Завъртане      | 20    |       |
| Отп  | 1  | Нелсън Пикет       | Лотус-Хонда    | 1        | Завъртане      | 5     |       |
| НКв  | 24 | Луис Перес-Сала    | Минарди-Форд   |          |                |       |       |
| НКв  | 26 | Стефан Йохансон    | Лижие-Джъд     |          |                |       |       |
| НКв  | 4  | Джулиън Бейли      | Тирел-Форд     |          |                |       |       |
| НКв  | 23 | Пиерлуиджи Мартини | Минарди-Форд   |          |                |       |       |
| DNPQ | 31 | Габриеле Таркини   | Колони-Форд    |          |                |       |       |

## Класиране след състезанието
| Поз | Пилот           | Точки |
| --- | --------------- | ----- |
| 1   | Ален Прост      | 60    |
| 2   | Айртон Сена     | 57    |
| 3   | Герхард Бергер  | 25    |
| 4   | Микеле Алборето | 16    |
| 5   | Нелсон Пикет    | 15    |

| Поз | Конструктор        | Точки |
| --- | ------------------ | ----- |
| 1   | Макларън-Хонда     | 117   |
| 2   | Ферари-Муген-Хонда | 41    |
| 3   | Бенетон-Форд       | 18    |
| 4   | Лотус-Хонда        | 16    |
| 5   | Ероуз-Мегатрон     | 10    |